# 吉野三山
吉野三山（よしのさんざん）とは奈良県下の五條市と吉野郡下市町にまたがる3つの神奈備山の総称。古くから大峰山の前衛峰として知られる。
栃原岳
標高531m、黄金岳とも呼ばれる。下市町にあり三山では最も北に位置する山。山頂に波比売神社がある。
銀峯山
標高614m、白銀岳とも呼ばれる。五條市にあり三山では最も西に位置する山。山頂に波宝神社がある。
櫃ヶ岳
標高781m、五條市・下市町境にあり三山では最も南に位置する山。山頂に八幡神社（櫃ヶ岳大明神）がある。
なお、吉野の金峰山（金峯山）は吉野山から山上ヶ岳に至る山々の総称であり、吉野三山とは別の山である。